# サミュエル・ペイジ (俳優)
サミュエル・ペイジ（Samuel Page、1976年11月5日 - ）は、アメリカ合衆国出身の俳優である。

## 出演作品

### テレビ
- ラスト★リゾート　孤高の戦艦
- スキャンダル 託された秘密
- MAD MEN マッドメン（グレッグ・ハリス）
- クライアント・リスト
- スイッチ 〜運命のいたずら〜
- ライ・トゥ・ミー　嘘の瞬間
- ゴシップガール（コリン・フォレスター）
- キャッスル 〜ミステリー作家は事件がお好き
- THE EVENT/イベント
- デスパレートな妻たち（サム・アレン）
- メルローズ・プレイス
- CSI:ニューヨーク
- CSI:マイアミ
- SHARK カリスマ敏腕検察官（ケイシー・ウッドランド）
- ポイントプレザントの悪夢
- ハウス・オブ・カード　野望の階段
- アンブレイカブル・キミー・シュミット
- NYガールズ・ダイアリー 大胆不敵な私たち

### 映画
- バイオレンス・ブルー 真夏の完全犯罪
- マッハ・レーサー

### オリジナルビデオ
- ゾンビ2001 リボーン・トゥ・キル